# Garnet Bay
Garnet Bay är en vik i Kanada.   Den ligger i territoriet Nunavut, i den östra delen av landet, 2 200 km norr om huvudstaden Ottawa.
Trakten runt Garnet Bay är nära nog obefolkad, med mindre än två invånare per kvadratkilometer.